# Kikebokyrkan

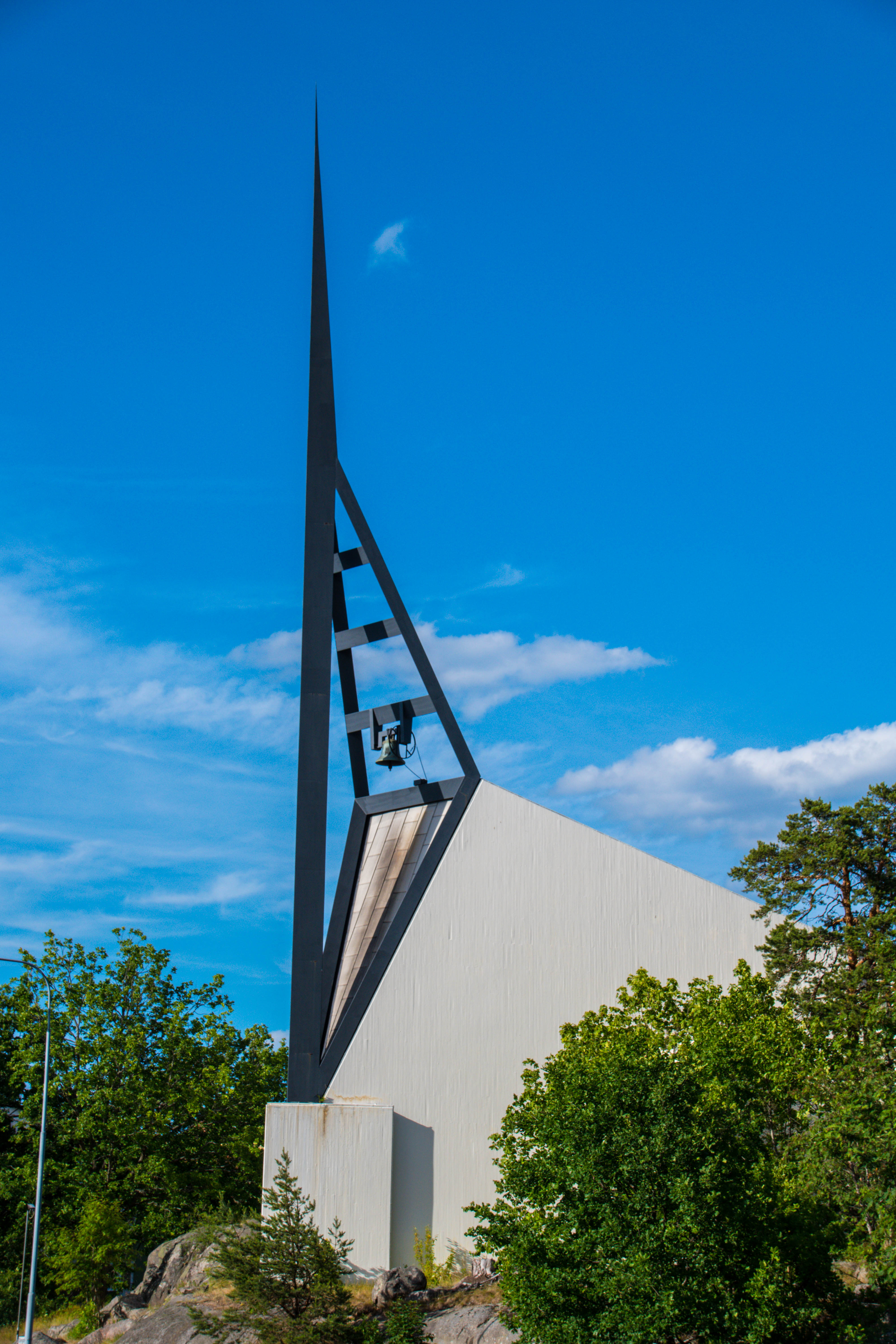
Kikebokyrkans spira, 2017.

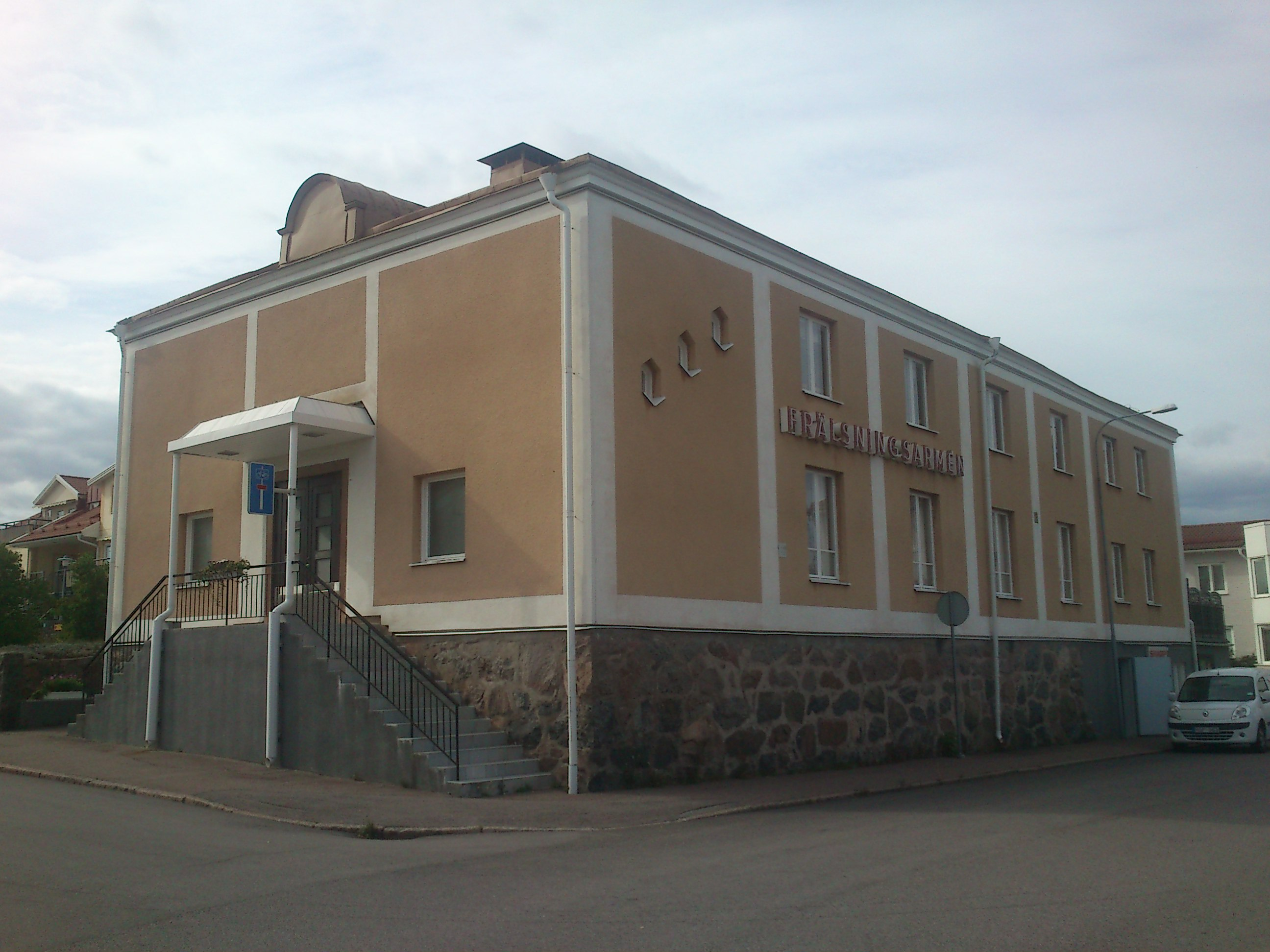
Frälsningsarméns tidigare kyrka, 2013.

Kikebokyrkan, tidigare Metodistkyrkan, är en kyrkobyggnad i centrala Oskarshamn. Den speciella utformningen av kyrkans spira har lett till att kyrkan i folkmun kallas "Spetskyrkan".

## Historia
Kyrkan ritades av Henry Haubro-Nielsen och föreställer en kraftigt stiliserad vit duva med utfällda vingar. Byggnaden uppfördes 1967–1968 av Skånska Cementgjuteriet och hette Metodistkyrkan när den invigdes i februari 1968. Den nyuppförda byggnaden stod i kontrast till de omkringliggande rätvinkliga husen med flata tak.
Namnet ändrades till Kikebokyrkan 2012, med anledning av att samfundet Metodistkyrkan hade uppgått i den då nybildade Equmeniakyrkan. Även Metodistförsamlingen bytte namn, till Kikebokyrkans församling. Fastigheten bjöds ut till försäljning år 2020 och togs över av Frälsningsarmén den 1 februari 2021.